# Automne doré (Polenov)
Pour les articles homonymes, voir Automne doré (homonymie).
Automne doré (en russe : Золотая осень) est un tableau du peintre russe Vassili Polenov (1844-1927), réalisé en 1893. Il fait partie des collections de la maison-musée Vassili Polenov. Les dimensions du tableau sont de 77 × 124 cm.

## Histoire et description
Le tableau Automne doré est réalisé par Polenov en 1893, trois ans après qu'il s'est installé dans le domaine de Polenovo (anciennement Domaine de Borok), le long de la rivière Oka. Le tableau représente l'Oka en septembre, du côté des monts Otchkovyïe. De nombreux arbres sont recouverts de leur feuillage automnal de teinte jaune. Au loin, en haut à droite sur la toile, on aperçoit une église blanche avec son clocher. Pour organiser la composition de sa toile, Polenov a suivi la courbe de la rivière.
Le tableau est exposé au domaine Polenovo (nom actuel du domaine Borok), dans la pièce appelée Peïzajnaïa.

## Appréciations
La critique d'art Éléonore Paston, dans son ouvrage sur Polenov écrit, :

« En réalisant Automne doré, Polenov a concrétisé son rêve d'une maîtrise libérée de tout prosaïsme, de toute banalité pour se consacrer à des images majestueuses qui exaltent l'âme. La nature paisible et solennelle est figée dans ses couleurs propres au début de l'automne, quand les feuilles des arbres et l'herbe des prés commencent à jaunir, quand les eaux bleues de la rivière s'assombrissent et que les couleurs du ciel passent du gris-vert au rose pâle. La peinture du paysage développe des mouvements rythmiques complexes entrecoupés de bandes de prairies, de bois, de rivière, de berges. Le spectateur, en entrant de plain-pied dans la toile, se retrouve dans un premier espace de prairie clos par des rangées d'arbres. Le chemin qui se présente à lui peut le conduire jusqu'aux profondeurs de l'image en contournant la rivière par l'église blanche au sommet de la colline. Il peut ainsi contempler les fascinantes beautés qui se découvrent à lui. Le ciel descend bas vers la terre et la ligne d'horizon est délimitée si doucement que l'on ne sait si le ciel continue la terre ou si la terre continue le ciel. L'immensité du monde, où la terre superbe est reliée à la petite église qui domine les collines, sert de point de départ à la contemplation. »

## Articles connexes

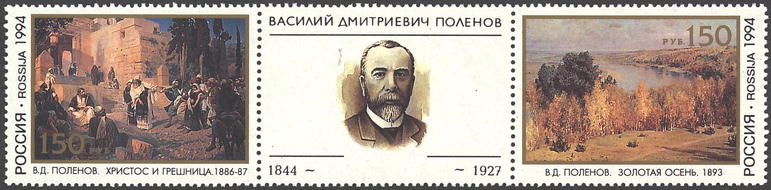
Tableau Automne doré sur un se-tenant philatélique des Postes russes, 1994)